# Korsika
Korsika (korsikanska: Corsica, franska: Corse [kɔʁs] lyssna (fil), italienska: Corsica) är en ö i Medelhavet som är en del av Frankrike. Ön är belägen i Genuabukten, väster om Italien, sydost om kontinentala Frankrike (170 kilometer söder om Nice) och norr om Sardinien. Den är Medelhavets fjärde största ö. Korsika är känt som Napoleon Bonapartes födelseplats. På Korsika talas franska och korsikanska.
Korsika och omgivande öar utgör en fransk region vars regionhuvudort är Ajaccio. Regionen hade cirka 340 400 invånare (2019), på en yta av 8 680 km².
Under början av 2000-talet har Korsika fått ökat intresse som turistmål, med kombinerad bad-, familje- och äventyrsturism. Vandringsleden GR 20 lockar också många att resa till ön.

## Historia

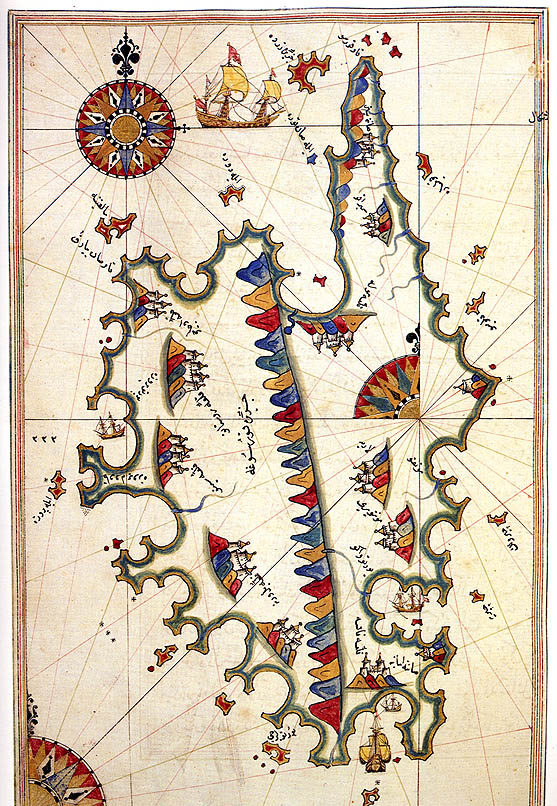
Korsika på en medeltida karta av Piri Reis.

Det är oklart när Korsika först befolkades. De äldsta arkeologiska spåren av bosättning härrör från 2000-talet f.Kr., och utgörs av resta stenar och megalitgravar. Traditionen att resa megalitgravar fortsatte in i bronsåldern. De mycket speciella resta stenarna med ansikten i trakten av Filitosa på sydvästra delen av ön uppfördes omkring 1500 f.Kr. Under samma tid uppfördes de murade stentornen, torri på södra delarna av ön. Stentornen som har sin motsvarighet på Sardinien tyder på ett inflytande därifrån.
Korsika beboddes enligt de äldsta historiska källorna av en ligurisk stam som från 500-talet före Kristus fick konkurrens från etrusker och grekiska kolonisatörer. Grekiska kolonisatörer från Fokaia grundade kolonin Alalia på Korsika omkring 566 f.Kr., men fördrevs därifrån av etrusker och karthager på 530-talet f.Kr.
De gamla grekerna kallade ön för Kyrnos. Ön stod under Karthagos inflytande och dominans till 237 f.Kr., då den togs över av Romerska republiken. Den förblev under romerskt styre tills den erövrades av vandaler år 430 e.Kr., därefter av ostrogoterna. Senare erövrades den av Bysantinska riket år 522. När den bysantinska överhögheten kollapsade kom ön under inflytande av olika grupper däribland lombarder, innan araberna vann insteg på Korsika på 700- och 800-talen. Från 1000-talet försökte de italienska feodalherrarna i Italien vinna insteg på ön men deras inflytande inskränkte sig främst till städerna. I slutet av 1000-talet lyckades dock Pisa att befästa sin makt på ön, men utkonkurrerades på 1100-talet av Genua, som efter slaget vid Meloria 1282 mot Pisa kunde ta full kontroll över ön. Förutom perioder då den togs över av Aragonien mellan 1296 och 1434 och Frankrike mellan 1553 och 1559 förblev ön under genuesisk kontroll till den köptes av Frankrike 1768. Under korta perioder i slutet på 1700-talet var ön under brittisk kontroll, då de ville ha en strategiskt viktig militärbas mot Frankrike.
1729 revolterade korsikanerna mot Genua i syfte att vinna självständighet och 1736 erkändes den tyske äventyraren Theodor von Neuhoff som kung över ön. Med fransk hjälp slogs dock upproret ned.
En viktig person i Korsikas historia är Pasquale Paoli (1725–1807), en korsikansk general som stred för korsikansk självständighet, först mot Genua och sedan mot Frankrike. Åren 1755–1769 var Korsika en oberoende republik. 1789 införlivades ön med Frankrike. En annan viktig person är Napoleon Bonaparte, som föddes i staden Ajaccio. Napoleon som blev fransk kejsare försökte under lång tid att förbättra för Korsika.
Efter Frankrikes sammanbrott 1940 kom Korsika att styras av Vichyfrankrike fram till 1943 då ön befriades av fria franska trupper understödda av italienska förband. Det var det första franska området som befriades under andra världskriget. Ön fick stor betydelse som utgångspunkt för flyganfall framför allt mot den tyskockuperade delen av Italien. USA anlade flera flygbaser där och ön fick smeknamnet "USS Corsica".
Under den franska statskrisen 1958 landsattes franska fallskärmssoldater från Algeriet på Korsika den 24 maj.
Sedan mitten av 1970-talet har flera nationalistiska separatiströrelser varit aktiva på Korsika. Den mest framträdande gruppen har varit Fronte di Liberazione Naziunale di a Corsica (FLNC). Grupperna har använt vålds- och terrorattentat som metod och attentat med skiftande intensitet har förekommit. Det har varit en bidragande orsak till att ett större mått av självstyre införts för regionen. Nationalismen är stark på ön och dominerar även bland icke-separatister.
Som region i Egentliga Frankrike (France métropolitaine) intar Korsika en särställning. Vid regionreformen 1982 fick ön större ekonomiska befogenheter än övriga regioner. 1991 fick Korsika särskild status som territoriellt förvaltningsområde (collectivité territoriale) med en egen parlamentarisk församling och eget exekutivt råd. Eftersom man trots detta inte fick någon egen lagstiftande makt, blev Korsika ingen regelrätt autonom region. 2001 blev det möjligt att lära ut korsikanska i skolan, en unik ställning för ett franskt minoritetsspråk. 2003 avvisades ett förslag om ytterligare autonomi i en lokal folkomröstning.

### Öns namngivning enligt regionala sagor
I den grekiska mytologin är Corsica en dotter till Sica, som var en av Didos kusiner, och till en kung av Troja. En annan berättelse beskriver hur ön stiger upp från havet efter att Nausikaa blev dödad av sin svartsjuka man. Enligt en annan saga följde den djärva kvinnan Corsa-Bubula från Ligurien efter en tjur till ön. Dessutom förklaras namnen till olika klippformationer på ön i historier.

## Geografi

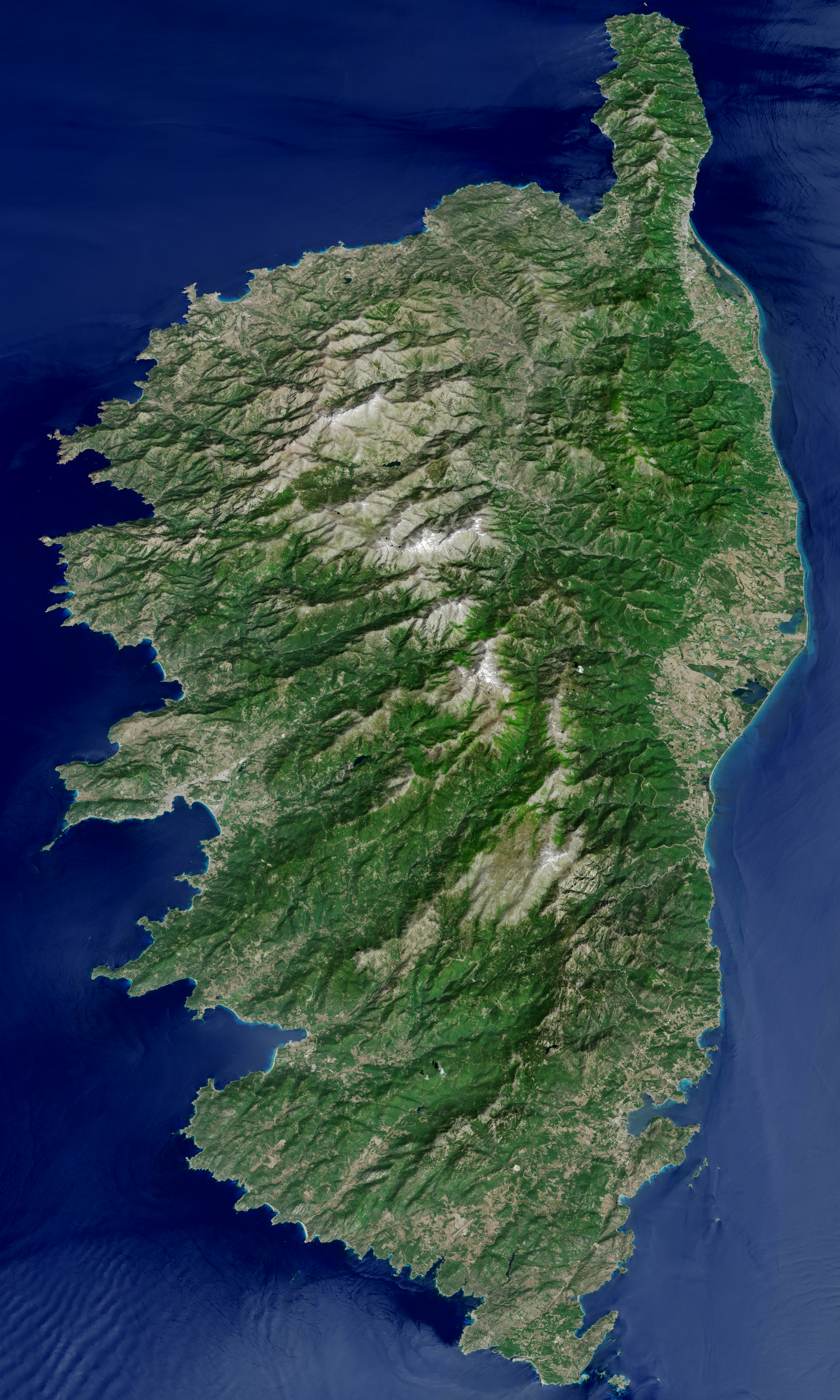
Satellitfotografi över Korsika.

Politiskt är Korsika en fransk region, även om det finns strömningar för ett mer fristående förhållande till Frankrike.
Turismen på Korsika är trots öns läge relativt begränsad och främst koncentrerad till området kring städerna Calvi och L'Île-Rousse på nordkusten. Majoriteten av turisterna som besöker ön är fransmän från fastlandet.
Större städer på ön är Ajaccio (Aiacciu), Bastia, Corte (Corti) och Sartène (Sartè). Övriga orter av betydelse är Saint-Florent (San Fiurenzu), Calvi, Porto-Vecchio (Porti Vechju), Bonifacio (Bunifaziu) och L'Île-Rousse (Isula Rossa).
Korsika består till stor del av berg och kulminerar i toppen Monte Cinto (2 710 m ö.h.). Snett över ön, från nordväst till sydost, går vandringsleden Grande Randonnée 20, GR 20. Leden är cirka 200 kilometer lång och går från Calenzana nära Calvi till Conca i närheten av Porto-Vecchio. Franska främlingslegionen har en anläggning i bergen.

### Klimat
Ön har medelhavsklimat med varma, torra somrar och milda, regniga vintrar. Ett undantag är de höga bergstrakterna som även är fuktiga under sommaren och temperaturen är betydlig lägre än vid kusten. Några bergstoppar är snötäckta ända upp till sex månader . Ovanför 1 400 meter över havet dokumenterades mellan 1960-talet och 1980-talet enstaka frostnätter även under sommaren.

### Växt- och djurliv
Den naturliga växtligheten är medelhavsskogar, skogsland och buskar. I låglandet vid kusterna växer främst städsegröna hårdbladiga ekar, huvudsakligen stenek (Quercus ilex) och korkek (Quercus suber). Bergen är kyligare och blötare. Där finns blandade skogar med ek, tallar och lövfällande träd, och växtlighet som är mer typisk för Nordeuropa på de högsta bergens sluttningar. 
På ön registrerades nästan 3 000 olika kärlväxter (arter och underarter), inklusive 375 introducerade arter och 80 odlingsväxter. Cirka 12 procent av de vilda växterna är endemiska för ön. Trädgränsen ligger i norra delen vid cirka 2 100 meter över havet och i södra delen ungefär 200 meter längre uppåt. Sammanhängande skogar förekommer bara fram till 1 600 respektive 1 800 meter över havet.
På sluttningar som vetter mot söder hittas en rikligare växtlighet med arter som är mer typiska för Medelhavsområdet.
Två hotade underarter av hovdjur lever på ön, mufflonfår (Ovis aries musimon) och korsikansk kronhjort (Cervus elaphus corsicanus). Den senare är endemisk och har endast överlevt på grund av avelsprogram som även utfördes utanför Korsika.
På ön häckar rödnäbbad trut men inte på det franska fastlandet. Typiska är stora kolonier av toppskarv. Korsikansk nötväcka är en endemisk fågel på ön. I naturparker matas lammgam ofta med kadaver på grund av att permanent vandrande fårgrupper har blivit sällsynta. Efter skyddsåtgärder räknades omkring 2010 åter 20 par av fiskgjuse. Ödlor som Lacerta bedriagae och Podarcis tiliguerta förekommer endast på Korsika och Sardinien. Även den sällsynta grekiska landsköldpaddan hittas på ön. Korsikansk bergsalamander lever i klara vattendrag.
Typisk för havet kring ön är delfiner, junkergirella (Coris julis), medelhavskilli (Aphanius fasciatus) och fiskar av släktet Epinephelus. Koraller av arten Corallium rubrum används för framställning av smycken. Ibland syns en sillval.

### Naturskydd
På ön finns ett stort naturskyddsområde, Parc Naturel Régional de Corse, som innehåller tusentals sällsynta djur- och växtarter och täcker hela 40 procent av öns yta. Det kom till 1972 och omfattar Golfo de Porto, Scandola naturreservat (sedan 1983 ett världsarv) och några av öns högsta toppar.
Mycket av lågländerna vid kusterna har röjts för jordbruk och bete och bergsskogarna har minskats avsevärt genom avverkning.

## Administrativ indelning
Regionen delas in i två departement.
| Nummer | Departement  | Huvudort |
| ------ | ------------ | -------- |
| 2A     | Corse-du-Sud | Ajaccio  |
| 2B     | Haute-Corse  | Bastia   |

## Transporter

### Flyg
Det regionala flygbolaget Air Corsica flyger mellan flygplatserna i Ajaccio, Bastia, Calvi respektive Figari och flygplatser på franska fastlandet, främst Paris, Marseille och Nice.

### Järnväg
De korsikanska järnvägarna (Chemins de fer de la Corse, CFC) är smalspåriga med spårvidden 1 000 mm (meterspår). Huvudlinjen mellan Bastia i nordost och Ajaccio på västkusten är 158 kilometer lång. En sidolinje går till L'Île-Rousse och Calvi i nordväst.

## Näringsliv
Ungefär 70 procent av öns energi produceras i två värmekraftverk och nästan 30 procent i små vattenkraftverk. Sedan början av 2000-talet tillkommer olika anläggningar för förnybar energi, till exempel en vindkraftspark.